# Cyclocibicides
Cyclocibicides es un género de foraminífero bentónico de la subfamilia Annulocibicidinae, de la familia Cibicididae, de la superfamilia Planorbulinoidea, del suborden Rotaliina y del orden Rotaliida. Su especie tipo es Planorbulina vermiculata. Su rango cronoestratigráfico abarca el Holoceno.

## Clasificación
Cyclocibicides incluye a la siguiente especie:
- Cyclocibicides vermiculata